# رشید حافظویچ
رشید حافظویچ (متولد ۱۹۵۶)اسلام‌شناس اهل بوسنی و استاد دانشگاه سارایوو است. او برای نگارش کتاب انسان در آیینه صوفیه برگزیدهٔ جشنواره فارابی شد.

## آثار
- اسلام در هویت فرهنگی اروپا
- انسان در آیینه صوفیه
- شناخت، نخستین ارزش اسلام